# DFB-Pokal 1959-1960
La DFB-Pokal 1960 fu la 17ª edizione della coppa. I due turni videro sfidarsi 4 squadre, e in finale il Borussia Mönchengladbach sconfisse 3-2 il Karlsruher SC, accedendo alla prima edizione della Coppa delle Coppe.

## Qualificazioni
| Squadra 1      | Risultato | Squadra 2 |
| -------------- | --------- | --------- |
| 06.08.1960     |           |           |
| Hertha Berlino | 0 - 1     | Pirmasens |

## Semifinali
| Squadra 1  | Risultato | Squadra 2           |
| ---------- | --------- | ------------------- |
| 07.09.1960 |           |                     |
| Amburgo    | 0 - 2     | Borussia M'gladbach |
| Karlsruhe  | 3 - 4     | Pirmasens           |

## Ripetizione
| Squadra 1  | Risultato | Squadra 2 |
| ---------- | --------- | --------- |
| 21.09.1960 |           |           |
| Karlsruhe  | 2 - 0     | Pirmasens |

## Finale
| Squadra 1           | Risultato | Squadra 2 |
| ------------------- | --------- | --------- |
| 05.10.1960          |           |           |
| Borussia M'gladbach | 3 - 2     | Karlsruhe |

| Arbitro: | Dusch (Kaiserslautern) |

|                                   |           |                          |
| Mühlhausen 5’ Kohn 25’ Brülls 60’ | Marcatori | 22’ Herrmann 58’ Schwarz |

| VFL BORUSSIA MÖNCHENGLADBACH: |   |                       |
|                               |   |                       |
| GK                            | 1 | Günter Jansen         |
| DF                            |   | Lambert Pfeiffer      |
| DF                            |   | Heinz de Lange        |
| MF                            |   | Albert Jansen         |
| MF                            |   | Hans Goebbels         |
| MF                            |   | Friedhelm Frontzeck   |
| FW                            |   | Franz Brungs          |
| FW                            |   | Albert Brülls         |
| FW                            |   | Uli Kohn              |
| FW                            |   | Karl-Heinz Mühlhausen |
| FW                            |   | Helmut Fendel         |
| Manager:                      |   |                       |
| Bernd Oles                    |   |                       |

| KARLSRUHER SC:   |   |                    |
|                  |   |                    |
| GK               | 1 | Jungmann           |
| DF               |   | Wilhelm Dimmel     |
| DF               |   | Gustav Witlatschil |
| MF               |   | Heinz Ruppenstein  |
| MF               |   | Willi Rihm         |
| MF               |   | Horst Szymaniak    |
| FW               |   | Willy Reitgaßl     |
| FW               |   | Günther Herrmann   |
| FW               |   | Schwarz            |
| FW               |   | Friedel Späth      |
| FW               |   | Reinhold Nedoschil |
| Manager:         |   |                    |
| Eduard Frühwirth |   |                    |

Borussia Mönchengladbach
(1º successo)